# 山雲
山雲，徐縣人，明朝軍事將領。
山雲父親為山青，早年跟從燕王朱棣起兵，積功至都督僉事。山雲最初襲父功，授金吾左衛指揮使，屢次跟從明成祖北征，有功。之後掌管隸府軍前衛，后升爲中軍都督府都督僉事。宣德元年，改為北京行都督府，命其與都御史王彰自山海關至居庸關，巡視關隘。明宣宗親征樂安時，召其輔佐鄭王、襄王。次年，柳州、慶州被叛軍掠襲，鎮遠侯顧興祖因不救邱溫被逮，朝廷遂舉薦山雲出任。宣德三年，命佩征蠻將軍印，充總兵官往鎮。山雲抵達后攻破南安、廣源等地，次年再次討伐，并攻破。當時廣西自韓觀去世后，各地叛亂遂勝，山雲主張廣西兵少，請留用貴州部隊，并先後討平潯州、柳州、平樂、桂林、宜山、思恩等地。在鎮期間，他先後組織十餘次大戰，斬首一萬兩千餘人，隨後論功，晋升都督同知。
明英宗繼位后，山雲墜馬傷股。明英宗派太醫馳視，他因病請求他人替代，明英宗沒有批准，后晋升其為右都督。正統三年去世。贈懷遠伯，謚忠毅。